# خوزه گالیانا
خوزه گالیانا (انگلیسی: José Galiana؛ زادهٔ ۱۷ اوت ۱۹۶۷) بازیکن فوتبال اهل اسپانیا است.
از باشگاه‌هایی که در آن بازی کرده‌است می‌توان به باشگاه فوتبال الچه اشاره کرد.